# Château de Keraël
Le château de Keraël est situé à Botsorhel dans le Finistère construit au milieu du XIXe siècle par les comtes Le Rouge de Guerdavid sur un premier château datant du début du XVe siècle. Propriété privée, il ne se visite pas.

## Histoire
La terre de Keraël est liée à la Maison de Charruel, dites des vicomtes de Guerlesquin cités dès l'ost ducal de 1294. Du reste, le château actuel intègre dans ses ornements une borne de châtellenies ducales datant des années 1430, liée à une rectification de territoire de châtellenie par l'Amiral de Bretagne Jehan de Penhoet à qui l'une de ses épouses successives, Jehanne du Périer, avait apporté la seigneurie de Charruel.
Lors de la réformation de 1426, c'est Morice du Plessis qui se trouve en possession du château de Keraël. D'autres du Plessis s'y succéderont, et leur quenouille installera une autre lignée qui vendra Keraël au milieu du XVIIe siècle aux Calloet de Lanidy, propriétaires par ailleurs du château de Lanidy à Plouigneau. Étienne René Calloët de Lanidy, préférant cette demeure à ses terres familiales, s'y installera durant la Révolution, et on l'accusera d'y abriter des réunions contre révolutionnaires mais saura se faire respecter. Son frère, s'illustrera durant la guerre d'indépendance américaine, mort au combat de l'Hébé en 1782. La fille aînée d'Étienne René transmettra une nouvelle fois ce domaine lors de son mariage.
Elle épousera en 1776 Jean François Le Rouge comte de Guerdavid, premier page puis aide de camp de Charles X. Depuis cette date, le château de Keraël est resté propriété des comtes de Guerdavid jusqu'à aujourd'hui, délaissant leur propre château d'origine éponyme situé sur la commune de Lannéanou, mais toujours propriété de leurs descendants. Devenant la nouvelle propriété familiale de la branche aînée des Le Rouge, Keraël subira deux grandes transformations. L'une à la fin du XIXe siècle par Casimir comte de Guerdavid, le transformant en château moderne de l'époque; l'autre vers 1970 par Hervé, comte de Guerdavid, père de l'actuel propriétaire.
Keraël est un lieu de chasse réputé. Un équipage de chasse à courre aux lièvres fut créé en 1887. Sa devise était Harz Ar C'hat (en breton) qui veut dire sus au Lièvre. Gaston comte de Guerdavid a écrit plusieurs livres dont un ouvrage rare intitulé "Causerie sur la chasse à courre du lièvre".

## Famille Le Rouge
Fidèle et redoutable lieutenant de Conomor, Président du Parlement de Bretagne, pages ou aide de camp de rois de France, poète inscrit au Panthéon, la famille des Le Rouge de Guerdavid a très fortement marquée de son empreinte cette région du Trégor, puisqu'on en trouve certaines traces de ses origines dès le VIe siècle, et connait son histoire sans discontinuité dès le XIe siècle, toujours sur ces terres trégoroises.